# Philip de Harcourt
Philip de Harcourt († 1163) war Lordkanzler und Lordsiegelbewahrer von England unter der Regierung von König Stephan. Als Bischof Roger von Salisbury starb († 1139), wollte der König als Nachfolger Philipp de Harcourt, seinen Kanzler, einsetzen, doch jener scheiterte am Widerstand des Bischofs von Winchester, Heinrich von Blois, als auch der Geistlichen von Salisbury. Durch den Streit blieb der Bischofsstuhl bis zu Philips Tod vakant.
Philip de Harcourt war auch gleichzeitig Dekan von Beaumont und Lincoln, Bischof von Bayeux und – wenigstens nach eigenem Dünken – gewählter Bischof von Salisbury.